# Лукпанов, Сагындык Есенгалиевич
Сагындык Есенгалиевич Лукпанов (каз. Сағындық Есенғалиұлы Лұқпанов; 5 ноября 1960, Атырау, Атырауская область, Казахская ССР) — казахстанский государственный деятель. Депутат Сената Парламента Республики Казахстан.

## Биография
Лукпанов Сагындык Есенгалиевич родился 5 ноября 1960 года в городе Атырау Казахской ССР.

### Образование
В 1983 году окончил Гурьевский техникум железнодорожного транспорта по специальности «Техник-электрик».
В 1996 году окончил Алматинский институт рынка при Казахской Государственной Академии управления по специальности «Экономика и менеджмент».

### Трудовая деятельность
В 1979–1981 годах - служба в рядах Советской Армии.
Свою трудовую деятельность начал в 1981 году электромонтером в Мангышлакской дистанции сигнализации и связи.
В 1983-1991 годах - электромеханик, старший инженер, начальник производственного участка СЦБ, заместитель начальника дистанции СЦБ Мангышлакской дистанции сигнализации и связи.
В 1991-1999 годах - начальник Гурьевской дистанции сигнализации и связи.
В 1999-2002 годах - директор Акжайыкской головной дистанции сигнализации и связи.
В 2002-2007 годах - директор Атырауского отделения магистральной сети.
В 2007 году - главный инженер Дирекции магистральной сети АО «Национальная компания «Қазақстан темір жолы».
В 2007-2010 годах - директор представительства АО «Национальная компания «Социально-предпринимательская корпорация «Каспий» Атырауской области.
В 2010 году - заместитель председателя представительства АО «Национальная компания «Социально-предпринимательская корпорация «Каспий».
В 2010-2012 годах - председатель Правления АО «Национальная компания «Социально-предпринимательская корпорация «Атырау».
В 2017–2018 годах - первый заместитель акима Атырауской области. 
С 2018 года - управляющий директор ТОО «KPI Inc». 

## Общественная деятельность
В 2012–2017 годах - секретарь Атырауского областного маслихата V и VI созывов.
С 13 августа 2020 года - депутат Сената Парламента Республики Казахстан VIII созыва от от Атырауской области. Член Комитета по экономической политике, инновационному развитию и предпринимательству.

## Награды
Орден «Курмет», «Парасат» (16.12.2021).
Знак «Почетный железнодорожник».